# 為你著迷 (歌曲)
為你著迷（日语：／ Kiminimuchuu */?）是日本創作歌手宇多田光的數碼單曲，於2021年11月26日由日本索尼音樂娛樂旗下廠牌史詩唱片發行。歌曲由宇多田本人獨自創作，並與音樂製作人A.G.庫克共同製作。歌曲的主要風格為流行及流行舞曲，並有著當下嘻哈音樂特徵。歌曲為TBS週五連續劇《最愛》主題曲，宇多田亦在填詞的時候參考了主角演員個人跟角色裡的印象，並以「愛情的危險魅力」作為創作的主題。
歌曲的音樂錄影帶由大衛·巴納德執導，並使用了預先錄影的付費串流演唱會「Hikaru Utada Live Sessions from Air Studios」部分演出跟花絮片段，宇多田亦在該演唱會以及TBS電視台的《CDTV LIVE LIVE 夏季四小時特輯》表演了歌曲。2023年1月19日，宇多田光於40歲生日當天舉行的個人網絡直播活動「40代最rich♫」上演唱了歌曲的意大利語、英語及日語填詞版本〈Rule（為你著迷）〉。
歌曲於發行前後獲得樂評家的正面評價，包括讚賞它純粹的編排，以及體現出宇多田自2016年復出樂壇後適應世界潮流的速度。歌曲發行後獲得商業成功，包括連續兩週登上Oricon公信榜以及《告示牌》歌曲下載週榜的冠軍，以及獲得超過1億次串流媒體播放量。

## 背景與發展
為你著迷為宇多田光於發行第七張日語原創專輯《初戀》後第一首創作的歌曲，歌曲的樣本早於發行的三四年前便已經存在，只是一直未有填上歌詞。在決定成為TBS週五連續劇《最愛》的主題曲後，宇多田嘗試根據劇集的概要資料為歌曲填詞，並跟主演的演員吉高由里子見面，以她的個人跟角色裡的印象延伸填上歌詞。宇多田於歌曲的創作上花了很長時間，並曾一度認為自己無法如期完成，而瞭解劇集的故事情節則對填詞的幫助很大，讓她得以進入歌曲的情緒跟狀態。
歌曲的製作過程於2021年的夏天展開，當時正值美國紐約重新開放的時候，宇多田與歌曲的聯合製作人A.G.庫克正式面對面一起工作，使製作的進度能夠加快。宇多田亦把終於可以跟很久不見的朋友見面、看見市民逐漸回復正常的生活等的能量於歌曲裡體現出來。2021年10月13日，宇多田於《最愛》開播的兩日前於Twitter上提及自己趕在限期前完成並提交歌曲，感謝電視劇方的等待。歌曲片段於《最愛》的第一集公開，其後在2021年11月26日數位發行。

## 詞曲
為你著迷全長4分17秒，以升C大調創作，每分鐘達172拍。歌曲的主要風格為流行跟流行舞曲，並主要使用鋼琴伴奏。歌曲有著跟過往作品One Last Kiss與PINK BLOOD類似的特徵，皆以夜店式的電子節拍為主，並將聲壓壓抑而讓歌聲處於前面。歌曲以饒舌的風格演繹，音數相對較少，並以簡短的旋律不斷重覆。
歌曲以「愛情的危險魅力」作為主題，表現出愛情在讓人充實兼快樂的同時亦會使人瘋狂甚至走向毀滅，猶如一把雙刃劍般的特性。宇多田亦在歌曲中表達出當自己褪下明星身份後，回到作為普通人的時候所產生的困惑，包括唱出「看似完美的那個人也累到要回去了喔／才能伴隨著副作用／榮光被暗影糾纏著」的歌詞。

## 專業評價
音樂評論家宇野維正指出為你著迷跟宇多田光2008年的歌曲Stay Gold在前奏跟和弦進行上的相似性，並以「將Stay Gold饒舌歌曲化」形容歌曲。Omoinotake的藤井怜央在InterFM的電台節目上以「在反覆同樣的旋律上配以不同言語，有著當下的嘻哈音樂特徵」形容歌曲，並表示：「最初聽見的時候，耳朵便被歌曲純粹的編排吸引。正因為這樣純粹，歌聲才會迴響非常」。
《Numéro TOKYO》的井草七海以「我確信『這是現今的歌手中，除了宇多田光以外無法傳達的聲音』」讚賞為你著迷。《Real Sound》的伊藤亞希讚賞歌曲有著純潔、悲傷而浪漫的旋律，並具有獨特的起伏，仿如只有宇多田才能看見的線條一樣。她亦讚賞宇多田於歌曲體現出她自2016年復出樂壇後適應世界潮流的速度。

## 商業成績
為你著迷在正式發行前一週因為電台播放成績而空降日本《告示牌》熱門100金曲榜第84位，其後在正式發行當週以44,045首下載量空降歌曲下載排行榜冠軍，並在熱門100金曲榜升至第2位。歌曲亦在發行當週同時以46,075首下載量空降Oricon公信榜單曲下載排行榜冠軍，成為宇多田在該榜的第6首冠軍單曲。
歌曲在發行次週繼續蟬聯日本《告示牌》跟Oricon公信榜的下載榜冠軍位置，並分別登上日本《告示牌》歌曲串流排行榜第3位，以及Oricon單曲串流排行榜第4位。歌曲亦在當週升上Oricon單曲合算排行榜第6位的新高。歌曲在2022年1月獲日本唱片協會認證單曲下載的金唱片，代表突破10萬次下載量。歌曲在2023年5月獲認證串流媒體的白金唱片，代表串流媒體播放量已經突破1億次。
在其他地區，為你著迷發行後空降美國《告示牌》世界單曲暢銷榜第14位，以及《告示牌》全球二百強單曲榜第55位。歌曲亦最高登上台灣HITO日亞排行榜冠軍。

## 音樂錄影帶
為你著迷的音樂錄影帶由曾拍攝電台司令跟埃里克·克莱普顿等著名歌手演出的大衛·巴納德導演拍攝。錄影帶使用了在英國倫敦Air錄音室預先錄影的付費串流演唱會「Hikaru Utada Live Sessions from Air Studios」部分演出跟花絮片段，並同時穿插著彩色與黑白色的畫面。

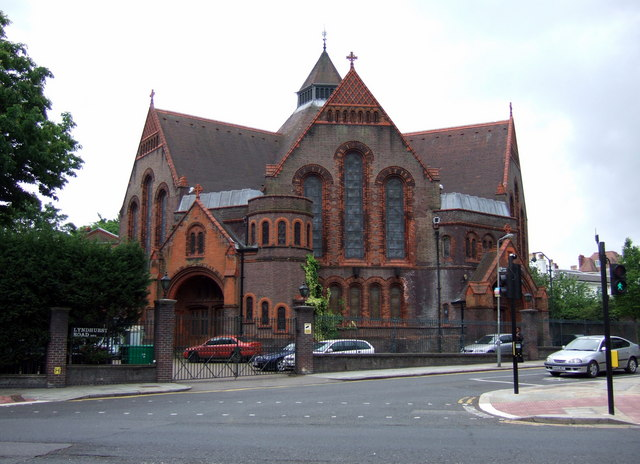
Air錄音室，的音樂錄影帶拍攝場地

錄影帶的發布消息在歌曲發行當日（2021年11月26日）公開，其後在12月9日在YouTube上以首播形式發布。錄影帶於發布一天後便突破100萬次播放量，其後於2022年1月17日突破1,000萬次播放量。截至2022年4月，錄影帶的總播放量已經突破1,800萬次。

## 現場表演
2022年1月19日，宇多田光在預先錄影的付費串流演唱會「Hikaru Utada Live Sessions from Air Studios」上首次現場表演為你著迷。8月29日，她登上TBS電視台的《CDTV LIVE LIVE 夏季四小時特輯》演唱歌曲。2023年1月19日，宇多田光於40歲生日當天舉行的個人網絡直播活動「40代最rich♫」上演唱了歌曲的意大利語、英語及日語填詞版本〈Rule（為你著迷）〉。

## 歌曲列表
| 線上下載 串流媒體 [ 7 ] | 線上下載 串流媒體 [ 7 ] | 線上下載 串流媒體 [ 7 ] |
| 曲序                    | 曲目                    | 时长                    |
| ----------------------- | ----------------------- | ----------------------- |
| 1.                      | 為你著迷（）            | 4:17                    |

## 製作名單
資料來自e-onkyo的新聞稿。
- 宇多田光 – 詞曲創作、製作、全聲樂、鍵盤與編程、聲樂錄製
- A.G.庫克 – 製作、編程
- 史蒂夫·菲茨莫里斯（英语：Steve Fitzmaurice） – 混音（於皮爾斯之房）
- 齊藤祐也 – 聲樂音軌編輯（於ABS錄音室）
- 喬迪·米利納 – 貝斯合成器

## 銷售榜單
| 週榜單（2021年）                   | 最高 位置 |
| ---------------------------------- | --------- |
| 日本（Oricon單曲下載排行榜）       | 1         |
| 日本（Oricon單曲串流排行榜）       | 4         |
| 日本（Oricon單曲合算排行榜）       | 6         |
| 日本（《告示牌》熱門100金曲榜）    | 2         |
| 日本（《告示牌》歌曲下載排行榜）   | 1         |
| 日本（《告示牌》歌曲串流排行榜）   | 3         |
| 全球（《告示牌》全球二百強單曲榜） | 55        |
| 美國（《告示牌》世界單曲暢銷榜）   | 14        |
| 台灣（HITO日亞排行榜）             | 1         |

| 年榜單（2021年）                 | 最高 位置 |
| -------------------------------- | --------- |
| 日本（Oricon單曲下載排行榜）     | 55        |
| 日本（《告示牌》歌曲下載排行榜） | 96        |

| 年榜單（2022年）                 | 最高 位置 |
| -------------------------------- | --------- |
| 日本（Oricon單曲下載排行榜）     | 46        |
| 日本（Oricon單曲串流排行榜）     | 84        |
| 日本（《告示牌》熱門100金曲榜）  | 64        |
| 日本（《告示牌》歌曲下載排行榜） | 24        |
| 日本（《告示牌》歌曲串流排行榜） | 70        |

## 認證
| 地區                                                     | 认证 | 认证单位/销量        |
| -------------------------------------------------------- | ---- | -------------------- |
| 日本（日本唱片協會）                                     | 金   | 100,000（單曲下載）* |
| 串流媒體                                                 |      |                      |
| 日本（日本唱片協會）                                     | 白金 | 100,000,000†         |
| *僅含認證的實際銷量 ‡僅含認證的+實際銷量 †僅含認證的銷量 |      |                      |

## 資料來源
1. 1 2  . Spotify. 2022-01-24  [2022-01-25]. （原始内容存档于2022-01-31） （日语）.
2. 1 2  . Spotify. 2022-01-24  [2022-01-25]. （原始内容存档于2022-01-31） （英语）.
3. ↑  , . . Kompass. 2022-01-24  [2022-01-28]. （原始内容存档于2022-01-26） （日语）.
4. ↑  . 於Twitter. 2021-10-13 [2022-02-06] （日語）.
5. ↑  . OTOTOY（日语：OTOTOY）. 2021-10-23  [2021-12-11]. （原始内容存档于2021-12-11） （日语）.
6. ↑  . OTOTOY. 2021-11-12  [2022-01-11]. （原始内容存档于2021-12-18） （日语）.
7. 1 2  . Apple Music. 2021-11-26  [2021-11-28]. （原始内容存档于2021-11-27） （中文（香港））.
8. ↑  . Tunebat.   [2022-01-27] （英语）.
9. 1 2 3 4 5  , . . Real Sound.   [2021-12-27]. （原始内容存档于2022-03-08） （日语）.
10. ↑  Piatkowski, Peter. . PopMatters. 2022-02-17  [2022-02-22]. （原始内容存档于2022-02-04） （英语）.
11. 1 2  St. Michel, Patrick. . Japanese Times. 2022-01-29  [2022-02-22]. （原始内容存档于2022-02-13） （英语）.
12. ↑  . Barks. 2022-02-15  [2022-03-01]. （原始内容存档于2022-03-31） （日语）.
13. ↑  , . . Uta-Ten. 2021-12-22  [2022-03-22]. （原始内容存档于2022-04-12） （日语）.
14. ↑  . 歌ネット. 2021-11-26  [2022-02-19]. （原始内容存档于2022-02-09） （日语）.
15. ↑  . 於Twitter. 2021-11-27 [2021-12-27] （日語）.
16. ↑  . THE FIRST TIMES. 2021-11-30  [2021-12-01]. （原始内容存档于2021-12-01） （日语）.
17. ↑  . . Numero.ja. 2021-12-22  [2021-12-22]. （原始内容存档于2021-12-22） （日语）.
18. ↑  . Billboard JAPAN.   [2021-12-27]. （原始内容存档于2021-12-27） （日语）.
19. ↑  . Billboard. 2021-12-03  [2021-12-27]. （原始内容存档于2021-12-27） （英语）.
20. ↑  . Oricon. 2021-12-01  [2021-12-27]. （原始内容存档于2021-12-27） （日语）.
21. ↑  . Billboard JAPAN. 2021-12-08  [2021-12-27]. （原始内容存档于2021-12-08） （日语）.
22. ↑  . Oricon. 2021-12-08  [2021-12-27]. （原始内容存档于2021-12-08） （日语）.
23. 1 2  . Billboard JAPAN. 2021-12-08  [2021-12-27]. （原始内容存档于2021-12-15） （日语）.
24. 1 2  . Oricon. 2021-12-08  [2021-12-27]. （原始内容存档于2021-12-08） （日语）.
25. 1 2  . Oricon. 2021-12-08  [2021-12-27]. （原始内容存档于2021-12-10） （日语）.
26. 1 2  . Recording Industry Association of Japan.   [2022-02-20] （日语）. 在下拉菜单选择“2022年1月”
27. 1 2  . Recording Industry Association of Japan.   [2024-03-29] （日语）. 在下拉菜单选择“2023年5月”
28. 1 2  . Billboard.   [2021-12-27]. （原始内容存档于2021-12-27） （英语）.
29. 1 2  . Billboard.   [2021-12-27]. （原始内容存档于2021-12-27） （英语）.
30. 1 2  . HITO日亞排行榜.   [2022-04-03]. （原始内容存档于2021-12-26） （中文（臺灣））.
31. ↑  . TV Life. 2021-12-09  [2021-12-27]. （原始内容存档于2021-12-11） （日语）.
32. 1 2  . . 2021-12-09  [2021-12-27]. （原始内容存档于2021-12-09） （日语）.
33. 1 2  . Hikaru Utada於YouTube. 2021-12-09  [2022-04-16]. （原始内容存档于2022-04-05） （日语）.
34. ↑  . . 2021-11-26  [2021-11-24]. （原始内容存档于2021-11-26） （日语）.
35. ↑  . 於Twitter. 2021-12-10 [2022-02-15] （日語）.
36. ↑  . 於Twitter. 2022-01-17 [2022-02-17] （日語）.
37. ↑  . . Real Sound. 2022-01-20  [2022-01-23]. （原始内容存档于2022-01-20） （日语）.
38. ↑  . Excite. 2022-09-02  [2022-09-03]. （原始内容存档于2022-09-03） （日语）.
39. ↑  . Ototoy. 2023-02-18  [2024-02-29]. （原始内容存档于2024-02-28） （日语）.
40. ↑  . e-onkyo. 2022-01-19  [2022-01-25]. （原始内容存档于2022-01-19） （日语）.
41. ↑  . Oricon. 2021-12-01  [2021-12-27]. （原始内容存档于2021-12-02） （日语）.
42. ↑  . Billboard JAPAN. 2021-12-01  [2021-12-27]. （原始内容存档于2021-12-15） （日语）.
43. ↑  . Billboard JAPAN. 2021-12-01  [2021-12-27]. （原始内容存档于2021-12-01） （日语）.
44. 1 2 3  . Oricon.   [2024-03-05]. （原始内容存档于2024-03-05）.
45. ↑  . Billboard JAPAN.   [2021-12-27]. （原始内容存档于2021-12-10） （日语）.
46. ↑  . Billboard JAPAN. 2022-12-10  [2023-01-05]. （原始内容存档于2022-12-27） （日语）.
47. ↑  . Billboard JAPAN. 2022-12-10  [2023-01-05]. （原始内容存档于2022-12-27） （日语）.
48. ↑  . Billboard JAPAN. 2022-12-10  [2023-01-05]. （原始内容存档于2022-12-27） （日语）.